# عبد العزيز بركة ساكن
عبد العزيز بركة ساكن (1963-) أديب وروائي سوداني حائز على جائزة الطيب صالح للإبداع الروائي عن روايته الجنقو مسامير الارض 
.

## سيرة حياته
عبد العزيز بركة ساكن روائي سوداني من مواليد مدينة كسلا بشرق السودان، تعرضت معظم مؤلفاته للمصادرة حتى لقب في الأوساط
الفنية بالزبون الدائم للرقيب.برر المجلس الاتحادي للمصنفات الفنية والأدبية في الخرطوم قرارات الحظر لما تحتويه مؤلفاته من
«مشاهد جنسية خادشة للحياء العام».لكن عبد العزيز ساكن يرد «يظن البعض أن في كتابتي ما يسيء لمشروعاتهم الأيدلوجية ويخترق خطاباتهم المستقرة، بالطبع لا اقصد ذلك، كلما افعله هو إنني انحاز لمشروعي الإنساني أي اكتب عن طبقتي أحلامها آلامها طموحاتها المذبوحة وسكينتها أيضا التي تذبح هي بها الآخر، وحتى لا يلتبس الأمر مرة أخرى، اقصد بطبقتي المنسيين في المكان والزمان، الفقراء المرضي الشحاذين صانعات الخمور البلدية الداعرات المثليين، المجانين، العسكر المساقين إلى مذابح المعارك للدفاع عن سلطة لا يعرفون عنها خيرا، المتشردين، أولاد وبنات الحرام، الجنقو العمال الموسميين، الكتاب الفقراء، الطلبة المشاكسين، الأنبياء الكذبة، وقس على ذلك من الخيرين والخيرات من أبناء وطني، إذا أنا كاتب حسن النية وأخلاقي بل داعية للسلم والحرية، ولكن الرقيب لا يقرأني إلا بعكس ذلك».
يعد عبد العزيز بركة ساكن من أصحاب الكتابات الواقعية وقليلا مايلجأ إلى الفنتازيا، ويستخدم العامية السودانية في كتاباته بكثرة خاصه في حوارات ابطاله وقد عد النقاد ذلك من عوائق اتشار كتاباته عربيا وخارج السودان بصورة عامة.

## مؤلفاته
- ثلاثية البلاد الكبيرة

مكونة من (الطواحين، رماد الماء، زوج امرأة الرصاص)
- على هامش الأرصفة (مجموعة قصصية)
- امرأة من كمبو كديس (مجموعة قصصية)
- الجنقو مسامير الأرض
- مسيح دارفور
- مخلية الخندريس
- العاشق البدوي
- موسيقى العظم
- الرجل الخراب
- منفستو الديك النوبي
- ما تبقي كل ليلة من الليل
- سماهاني
- امرأة من كمبو كديس

### الأعمال
```
رواية الطواحين: الطبعة الرابعة 2010 دار رؤية للنشر، القاهرة
```

رواية رماد الماء: الطبعة الرابعة 2010 دار رؤية للنشر، القاهرة
رواية زوج امرأة الرصاص وابنته الجميلة: الطبعة الثالثة 2010 دار رؤية للنشر، القاهرة
رواية العاشق البدوي: الطبعة الأولى 2010 دار رؤية للنشر، القاهرة
رواية الجنقو مسامير الأرض: الطبعة الثالثة 2012 دار أوراق للنشر، القاهرة
حكاية: حواية والضبع، باللغة الفرنسية – باريس دار هرمتان 2010
حكاية: فارس بلالة، باللغة الفرنسية- باريس – دار هرمتان 2010
مع آخرين: مجموعة قصص قصيرة: بالفرنسية- باريس – دار هرمتان 2010
مع آخرين: غابة سرد: الجزائر عاصمة للثقافة العربية
مع آخرين: مختارات من القصة القصيرة، أفق أول نادي القصة السوداني 2006
مجموعة قصصية: على هامش الأرصفة، الطبعة الثالثة دار أوراق للنشر، القاهرة 2012
مجموعة قصصية: امرأة من كمبو كديس، الطبعة الثالثة دار أوراق للنشر، القاهرة 2012
مجموعة قصصية: موسيقى العظم، الطبعة الثانية دار أوراق للنشر، القاهرة 2012
```
ما يتبقى كل ليلة من الليل: الطبعة الثانية دار أوراق للنشر، القاهرة 2012
```

### أعمال تحت الطبع
```
رواية مُخَيَّلةْ الخَنَدَريِسْ: دار أوراق للنشر، القاهرة
```

رواية مسيح دارفور: دار رؤية للنشر، القاهرة
الأعمال الكاملة الجزء الأول: دار عزة للنشر، الخرطوم
ملحوظة: تمت مصادرة كل من المجموعة القصصية على هامش الأرصفة 2005، ورواية الجنقو مسامير الأرض 2009، من قبل وزارة الثقافة الخرطوم عاصمة للثقافة العربية وإدارة المصنفات الفنية والأدبية.
نشرت في كثير من الدوريات والمجلات والجرائد المحلية والعربية والعالمية مثل:
مجلة العربي، مجلة الناقد اللندنية، مجلة نزوي، مجلة الدراسات الفلسطينية الصادرة في باريس باللغة الفرنسية، مجلة الدوحة القطرية، مجلة بانبال الصادرة باللغة الإنجليزية بلندن، جريدة الدستور اللندنية، مجلة حريات وغيرها، شاركت في بعض الفعاليات العربية والعالمية، مثل مهرجان الجنادرية بالمملكة العربية السعودية، ومهرجان القصة القصيرة الثاني بعَمَّان، وورشة كتاب تحت الحرب ببروكسل، وفعالية الفنون بوابة للسياسة في فيينا- النمسا، واعمل كاتبا غير متفرغ للجزيرة نت.
عضو نادي القصة السوداني
عضو اتحاد الكتاب السودانيين
تحصلت على جائزة الطيب صالح للرواية، في رواية الجنقو مسامير الأرض 2009.

## اختياره كاتب لمدينة غراتس عام 23/2022
اختير الكاتب السوداني عبد العزيز بركة ساكن كاتبا لمدينة«غراتس» النمساوية، وهي منحة من أجل التفرغ للكتابة لعام كامل والمشاركة في الفعاليات الثقافية بالمدينة.

## وصلات خارجية
- مسارب سودانية
- الجزيرة نت
- صحيفة القدس العربي
- رواية سماهاني[5]
- مؤسسة هنداوي

## انظر ايضاً
- الحسن بكري